# Мерогез
Мерогез (Merogais, на латински: Merogaisus; на френски: Ragaise; † 306 г.) е ранен франкски малък крал (rex), през края на 3, началото на 4 век.

## Управление
Той управлява с вожда на друга група Аскарик в региона на Кьолн. През 306 г. Мерогез и Аскарик водят франките в Южна Галия, когато Констанций Хлор е на кампания против пиктите в Британия. Неговият син Константин I Велики ги побеждава. Според похвалната реч Панегирик (Panegyrikus) за Константин от 310 г. и Евтропий двамата са хвърлени на дивите зверове в амфитеатъра на Augusta Treverorum (днешен Трир), останалите са поробрни.
Вероятно Мерогез принадлежи с Меробавд към първите представители на Меровингите.
Следващият известен крал на франките е Генобавд.